# Arturo Barba
Arturo Barba (Ciudad de México, 21 de mayo de 1973) es un actor de cine, teatro y televisión y productor mexicano de teatro. Egresó del Centro de Educación Artística de Televisa (CEA) en la generación de 1993-1995. Su formación se fue desarrollando con maestros como Hugo Argüelles, Aurora Molina, Rosa María Bianchi y Salvador Sánchez. Ha hecho cursos de perfeccionamiento actoral con José Caballero, Lucero Trejo y Daniel Veronese.
Su carrera también se ha desarrollado en el teatro, abarcando todo tipo de géneros: teatro clásico, de búsqueda, experimental, comercial y musical. Ha incursionado en el cine con largometrajes como Zurdo, Efectos secundarios, Desafío, Asteroids, entre otras. En televisión ha participado en todo tipo de programas, telenovelas, unitarios y series, como Terminales, Mujeres asesinas, Yo amo a Juan Querendón y Amar a muerte.
Entre 2013 y 2015 participó en dos temporadas de la serie El señor de los cielos como antagonista y en 2014 tuvo una actuación especial en Señora Acero, dos narco-telenovelas de Telemundo.

## Trayectoria

### Telenovelas
- La historia de Juana (2024) - Armando
- Los ricos también lloran (2022) - Víctor Millan[3]
- Oscuro deseo (2022) - Iñigo Lazcano[4]
- Control Z (2020-2021) - Fernando[5]
- Amar a muerte (2018-2019) - Beltrán Camacho / Macario "El Chino" Valdés
- Luis Miguel: la serie (2018) - El Tigre Azcárraga[6]
- La bella y las bestias (2018) - Emanuel Espitia
- Gigantes de México (2017) - Emilio Azcárraga Milmo
- La piloto (2017) - Zeki Yilmaz
- Lo imperdonable (2015) - Clemente Martínez
- Señora Acero (2014-2015) - Junio Rafael Acero Benítez
- El señor de los cielos (2013-2014) - Alí Benjumea "El Turco"
- Ni contigo ni sin ti (2011)
- Para volver a amar (2010-2011) - Román Pérez
- Hasta que el dinero nos separe (2009-2010)
- Yo amo a Juan Querendón (2007) - Fernando Lara Lara

- Rebelde (2005) - Omar

- Amar otra vez (2003-2004) - Santiago
- Rubí (2004)
- Las vías del amor (2002-2003)
- Maria Belen (2001) - Polo
- Primer amor a mil por hora (2000-2001) - Beto
- El niño que vino del mar (1999)
- Una luz en el camino (1998) - Enrique

### Programas
- Chespirito: Sin querer queriendo (2025) - Rubén Aguirre[7]
- Mujeres asesinas (2022) - Fermin
- Camino de estupideces (2015)
- El encanto del águila (2011) - Pascual Orozco
- Como dice el dicho (2011) - Rodolfo
- Capadocia  (2010) - Antonio Garces
- Mujeres asesinas  (2009) - Sergio
- Terminales (2008) - Enrique
- Vecinos (2008) - Salvador
- Mujer, casos de la vida real (2005)

### Cine
- El mesero (2021)
- Más sabe el diablo por viejo (2018)
- El patriarca (2017) - Bill (post-producción)
- Rumbos paralelos (2016) - Franccesco
- Que pena tu vida (2016) - Ex de Lorena
- Sabrás que hacer conmigo (2015) - Arturo
- Plato para dos (2015) - Ernesto
- Asteroide (2014) - Mauricio Valverde
- Fachon Models (2014) - Marín
- El palacio de las flores (2013) - Luis
- Nos vemos, Papá (2011) - José
- Desafío (2010) - Jack
- VII, Los efectos de las causas (2008)
- Casi divas (2008) - Director de Escena
- Efectos secundarios (2006) - Adán
- Zurdo (2003) - Tartamudo
- La revancha (1995) - Pancho
- Anoche soñé contigo (1992)

### Teatro
- Bajo reserva (2014)[8]
- Los corderos (2013) - Productor[9]
- Razones para ser bonita (2013)
- El libertino
- El profesor
- Consentimiento (2023)

## Premios y nominaciones

### Premios Tu Mundo
| Año  | Categoría                      | Trabajo      | Resultado |
| ---- | ------------------------------ | ------------ | --------- |
| 2015 | Mejor actor de reparto - Serie | Señora Acero | Nominado  |

### Premios TVyNovelas
| Año  | Categoría             | Trabajo       | Resultado |
| ---- | --------------------- | ------------- | --------- |
| 2019 | Mejor actor coestelar | Amar a muerte | Ganador   |